# Сант'Ерамо I (Салерно)
Сант'Ерамо I је насеље у Италији у округу Салерно, региону Кампанија.
Према процени из 2011. у насељу је живело 96 становника. Насеље се налази на надморској висини од 75 м.